# Va Va Voom
«Va Va Voom» es una canción interpretada por la rapera, compositora y cantante trinitense, Nicki Minaj de la versión de lujo de su segundo álbum de estudio Pink Friday: Roman Reloaded. Fue lanzada el 12 de septiembre de 2012 bajo los sellos Young Money Entertainment, Cash Money Records y Republic Records como quinto sencillo del álbum. La canción fue escrita por Minaj, Lukasz Gottwald, Allan Grigg, Max Martin, y Henry Walter, y fue producida por Dr. Luke, Kool Kojak, y Cirkut. Se envió a las estaciones de radio del Reino Unido el 15 de septiembre de 2012 y más adelante a las radios mainstream. Originalmente estaba planeado que la canción fuera lanzada como el sencillo líder del álbum, pero su lanzamiento fue pospuesto de último minuto a favor de «Starships»; más tarde se lanzó como promoción para la reedición de su segundo álbum Pink Friday: Roman Reloaded – The Re-Up.
«Va Va Voom» es una canción dance pop y electro pop con letras sobre la actividad sexual hacia un hombre. En su lanzamiento, la canción recibió la aclamación de los críticos, quienes definían el ritmo como "pegadizo" y "amistoso". Comercialmente, la canción entró en los primeros veinte puestos de ventas de varios países incluyendo Irlanda, Eslovaquia, Nueva Zelanda y el Reino Unido. El vídeo fue filmado en diciembre de 2011, pero posteriormente se archivó debido a que Minaj decidió no lanzar «Va Va Voom» como el sencillo líder del álbum, pues al parecer, el vídeo no era de su agrado.

## Antecedentes y desarrollo
«Va Va Voom» fue escrito por Minaj, Lukas Gottwald, Allan Grigg, Max Martin y Henry Walter, con la producción de Dr. Luke, Kool Kojak y Cirkut. Originalmente se tenía proyectada la canción para ser sencillo líder de Pink Friday: Roman Reloaded. El 7 de febrero de 2012, la canción fue solicitadas en las radios contemporany rhythmic, sin embargo su lanzamiento fue pospuesto una semana más, para el 14 de febrero de 2012. Poco después, Minaj anunció que «Starships» tomaría su lugar y sería lanzada como el único sencillo líder.
El 24 de mayo de 2012, Minaj publicó una encuesta en su sitio web donde preguntaba a sus fanáticos cuál canción les gustaría que fuera lanzada como el segundo sencillo del disco, la encuesta se dividía en tres categorías, siendo la tercera categoría la que solicitaba elegir el segundo sencillo pop y daba como opciones: «Pound The Alarm», «Whip It» y «Va Va Voom». «Va Va Voom» tuvo la mayoría de votos ganando así la encuesta, seguido por «Whip It» y «Pound The Alarm» en segundo y tercer lugar. Sin embargo, luego de que varias estaciones de radio en Europa y Oceanía comenzaran a reproducir «Pound The Alarm» muy frecuentemente, Minaj anunció el 6 de junio de 2012 que «Pound The Alarm» sería el nuevo sencillo del álbum. El 23 de octubre, «Va Va Voom» fue eventualmente enviado a la Contemporary hit radio de los Estados Unidos.

## Música y composición
Musicalmente «Va Va Voom» fue descrita por Digital Spy como "un sensual ritmo electro-pop". Líricamente, la canción habla sobre "la seducción encontrando a Minaj tocando algo tentadora encima de algunas deliciosas pulsaciones Dub-Lite". En la letra contiene la línea "sé que tiene una esposa en casa, pero solo necesito una noche". Los versos de la canción son rapeados mientras que el puente y coro son cantado. «Va Va Voom» establece en tiempo común un tempo de 127 latidos por minuto. Escrito en la tonalidad de Do menor, sigue la progresión armónica.

## Comentarios de la crítica
La canción recibió comentarios generalmente positivos por los críticos de la música. Según Kara Klenk de MTV, «Va Va Voom» es una "pista destacada" en el álbum, junto con «Beautiful Sinner», «Come on a Cone» y «Beez in the Trap». Sarah Crafford de The Sun Chronicle recomendó la canción a los fanáticos que prefieren la música pop de Minaj, complementando su reseña sobre la canción describiéndola como un "ritmo pegadizo, cantando y pronto-a-ser-golpeado". Comparando la canción con «Super Bass», Alexander Miller de Quinnipiac University declaró que "Va Va Voom podría encontrarse como una bonificación de un sencillo exitoso del álbum". Bradley Stern de MuuMuse fue muy positivo diciendo que la canción era "increíblemente pegajosa" y la comparó con «Seal It With a Kiss» de Britney Spears. He also said "Throw in a very 'You da One'-esque breakdown (again, Dr. Luke), and you’ve got an unbelievably sickening (in the good way!) pop tune." El crítico Fraser McAlpine de la BBC consideró el tema como el «poppy» de Pink Friday: Roman Reloaded – The Re-Up, también elogió el buen uso del auto-tune en la canción. David Jeffries de Allmusic comentó que fue que la canción tiene un estilo muy similar al de los Black Eyed Peas y que es muy «salvaje y larguirucho». Sal Cinquemani de Slant Magazine consideró que la canción es el sucesor de su éxito «Super Bass».
David Asante de That Grape Juice elogió el tema diciendo que es «la mejor evidencia» de Minaj. Dan Weiss del periódico estadounidense The Phoenix escribió que «el tema es muy cercano y similar a su primera colaboración con David Guetta en el sencillo "Where Them Girls At?"». Jay Soul del sitio web RapReviews.com, le dio una reseña muy similar a la de Weiss, Soul destacó que la canción contiene elementos en su melodía que lo hacen recordar a «Where Them Girls At?», continuo escribiendo que es la última canción del álbum y la que nos recuerda mucho el género dance-pop producida por Dr. Luke. McAlpine siguió su crítica declarando que "aunque sea la última canción del álbum, esta se ve como un caballo de troya para vender el material más moderno de hip hop con mejor sabor".

## Rendimiento comercial
En Estados Unidos, «Va Va Voom» (luego de la versión del álbum) logró vender 46.000 descargas lo que logró hacer debutar la canción en la posición 79 del Billboard Hot 100, semanas más tarde alcanzó el puesto 22 como su mayor posición, puesto en el que. Asimismo ingresó en el puesto número tres en el Dance/Club Play Songs y en el trece, dieciocho y dieciséis en las listas Pop Songs, Digital Songs y Radio Songs. La canción también tuvo una buena recepción en el Canadian Hot 100 donde debutó en el puesto 74 alcanzó la posición 18. En diciembre de 2014, la canción ya había vendido 1,1 millones de copias digitales en los Estados Unidos.
En Australia debutó en el puesto 36 del Australian Singles Chart, el tema logró mantenerse dos semanas no consecutiva en la misma posición. Poco después la empresa de certificaciones Australian Recording Industry Association lo certificó con un disco de oro. En Nueva Zelanda ingresó en la posición 29, dos semanas después alcanzó el puesto 20 donde se mantuvo dos semanas no consecutivas. 
En el Reino Unido ingresó en la posición cuarenta y tres del conteo UK Singles Chart, la siguiente semana alcanzó el puesto número veinte en el cual se mantuvo por dos semanas consecutivas. La canción ingresó al top 10 en las listas de Bélgica región flamenca y Bélgica región valona, mientras que se mantuvo entre los cincuenta más vendidos en el conteo de Irlanda, Escocia, Hungría, Finlandia, República Checa, Alemania, Suiza, Austria y Francia.

## Vídeo musical

### Antecedentes

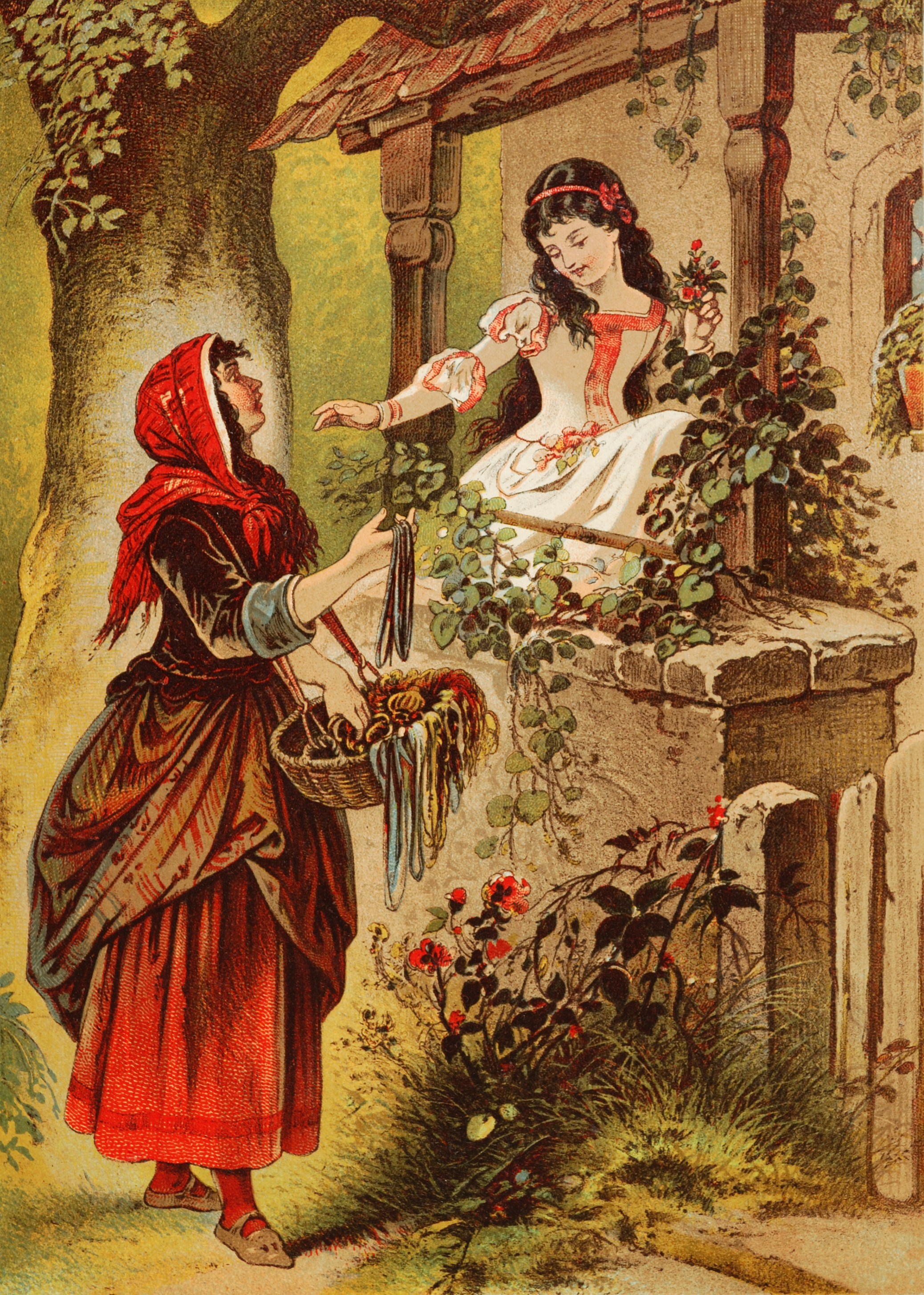
El vídeo está basado principalmente en el cuento de Blancanieves.

El vídeo musical fue filmado el 21 de diciembre de 2011 en Los Ángeles y fue dirigido por Hype Williams. Aunque en un principio Minaj acudió a su cuenta de Twitter para asegurar que sus fanáticos "se volverán locos". No obstante más tarde aseguró que no le gustó el resultado final del vídeo, pero aunque no quería, tenía que publicarlo. El vídeo musical fue finalmente estrenado por E! News el 26 de octubre de 2012, un día después, Minaj lo publicó en su cuenta de YouTube.

### Sinopsis
El vídeo comienza con una ascendente puesta de sol ambientada en un contexto de cuento de hadas. Dos unicornios aparecen corriendo a través de un pequeño río (haciendo referencia la película Legend) para luego aparecer Minaj en un disfraz con la compañía de un hombre (del cual se rumoró que se trataría de Robin Hood) detrás de ella junto a efectos especiales que se muestran a lo largo del vídeo. Minaj y el hombre vestidos con un atuendo de nobles, continúan apareciendo a lo largo del vídeo, con escenas de él tratando de cortejar a Minaj, y ella mostrándose de forma difícil de conseguir. Los unicornios aparecen una vez más antes de que Minaj vuelva a mostrarse, esta vez utilizando un nuevo disfraz el cual tiene una forma de caballo, mientras luce una peluca rubia. A continuación, Minaj interpreta a Blancanieves y a la Princesa Aurora, mientras cocina en una cabaña, cuando de repente aparece un caballero quien la intimida con su espada. A continuación, Minaj aparece acostada dentro de un escaparate de vidrio (posiblemente un "ataúd de vidrio" haciendo referencia al de la película Blancanieves y los siete enanitos). Al final, Minaj hace un sorprendente giro de papeles apareciendo como La Reina Malvada en un espejo y seduciendo a un caballero cuando llega para salvar la vida de la que duerme en el ataúd de cristal.

### Comentarios de la crítica
Gina Serpe de E! News dio una crítica positiva, declarando: "Es seguro decir que este vídeo tiene algo para todos. Empezando con Nicki luciendo maravillosa".

## Interpretaciones en directo
«Va Va Voom» fue interpretada por Minaj durante su gira Pink Friday: Reloaded Tour. Fue interpretada por primera vez el 21 de octubre de 2012 en Nottingham, Reino Unido. Durante la presentación la cantante sufrió una falla de vestuario en uno de sus pechos, debido a que se había roto su corpiño. Sin embargo Minaj siguió actuando en dicho espectáculo. Al terminar el show, Minaj hablo sobre el incidente en tono de broma diciendo que:

«¿Ustedes han visto mis senos antes? Por favor no se lo digan a nadie [...] Esta es la primera vez que nos pasa algo así, nunca antes había tenido ningún inconveniente parecido a este [...] Disculpen que les deje mostrar mis senos saltando».

La canción también fue interpretada el 25 de enero de 2013 durante una entrevista en el programa Jimmy Kimmel Live!, la cantante habló acerca de su viaje a Dubái donde según casi era asaltada por abrazar a un policía atractivo, también comentó acerca de su relación con Mariah Carey en la seria American Idol, además interpretó dos canciones de su álbum durante el show, las cuales fueron «Freedom» y «Va Va Voom». Minaj abrió interpretando dicho tema donde aparece vestida con una chaqueta color veis similar a la piel de un Leopardo, pantalones igualmente de color veis con detalles de piel de Leopardo y algunos espirales, un quepi marrón con franjas color amarillo y vinotinto, su superficie es similar al pelaje de Leopardo.

## Lista de canciones
- Descarga Digital — Versión explícita

| N.º | Título       | Duración |  |
| 1.  | «Va Va Voom» | 3:03     |  |

- Descarga Digital — Versión censurada

| N.º | Título       | Duración |  |
| 1.  | «Va Va Voom» | 3:03     |  |

## Posicionamiento en listas
| País              | Lista                           | Mejor posición |         |
| 2012–13           | 2012–13                         | 2012–13        | 2012–13 |
| ----------------- | ------------------------------- | -------------- | ------- |
| Alemania          | GfK Entertainment Charts        | 34             |         |
| Australia         | ARIA Singles Chart              | 36             |         |
| Austria           | Ö3 Austria Top 40               | 53             |         |
| Bélgica (Flandes) | Ultratop Flandes                | 6              |         |
| Bélgica (Flandes) | Ultratop Dance Flandes          | 32             |         |
| Bélgica (Flandes) | Ultratop Urban Flandes          | 21             |         |
| Bélgica (Flandes) | Ultratip Bubbling Under Flandes | 6              |         |
| Bélgica (Flandes) | Dance Bubbling Under Flandes    | 15             |         |
| Bélgica (Valonia) | Ultratop Valonia                | 1              |         |
| Bélgica (Valonia) | Ultratop Dance Valonia          | 5              |         |
| Bélgica (Valonia) | Ultratip Bubbling Under Valonia | 1              |         |
| Bélgica (Valonia) | Dance Bubbling Under Valonia    | 15             |         |
| Brasil            | ABPD                            | 51             |         |
| Canadá            | Canadian Hot 100                | 18             |         |
| Canadá            | Canadian Digital Songs          | 18             |         |
| Escocia           | Scottish Singles Chart Top 100  | 20             |         |
| Eslovaquia        | Rádio Top 100                   | 19             |         |
| Estados Unidos    | Billboard Hot 100               | 22             |         |
| Estados Unidos    | On-Demand Streamings Songs      | 22             |         |
| Estados Unidos    | MySpace Songs                   | 19             |         |
| Estados Unidos    | YouTube Songs                   | 12             |         |
| Estados Unidos    | Dance/Mix Show Airplay          | 12             |         |
| Estados Unidos    | Pop Songs                       | 13             |         |
| Estados Unidos    | Rhythmic                        | 8              |         |
| Estados Unidos    | Dance Club Songs                | 3              |         |
| Estados Unidos    | Radio Songs                     | 16             |         |
| Estados Unidos    | Digital Songs                   | 18             |         |
| Finlandia         | Suomen virallinen lista         | 17             |         |
| Francia           | SNEP Singles Chart              | 54             |         |
| Hungría           | Rádiós Top 40                   | 28             |         |
| Irlanda           | Irish Singles Chart             | 13             |         |
| Nueva Zelanda     | NZ Singles Chart                | 20             |         |
| República Checa   | Rádio Top 100                   | 32             |         |
| Reino Unido       | UK Singles Chart                | 20             |         |
| Reino Unido       | UK R&B Singles Chart            | 3              |         |
| Suiza             | Schweizer Hitparade             | 47             |         |

| País   | Lista            | Posición |
| ------ | ---------------- | -------- |
| Canadá | Canadian Hot 100 | 92       |

## Ventas y certificaciones
| País                                                       | Organismo certificador | Certificación | Ventas    | Ref.   |
| ---------------------------------------------------------- | ---------------------- | ------------- | --------- | ------ |
| Australia                                                  | ARIA                   | Platino       | 70 000    | [ 60 ] |
| Reino Unido                                                | BPI                    | Plata         | 200 000   | [ 61 ] |
| Estados Unidos                                             | RIAA                   | 2x Platino    | 2,000 000 | [ 62 ] |
| (*) significa que la certificación puede incluir streaming |                        |               |           |        |

## Premios y nominaciones
| Año  | Premiación             | Categoría                      | Resultado |
| ---- | ---------------------- | ------------------------------ | --------- |
| 2013 | MuchMusic Video Awards | Vídeo musical del año          | Nominado  |
| 2016 | VEVO Certified         | 100 millones de reproducciones | Ganador   |

## Créditos y personal
| - Onika Maraj – Intérprete, compositora - Lukasz Gottwald – Productor, compositor, instrumentación - Henry Walter – Productor, compositor, instrumentación - Allan Grigg – Productor, compositor, instrumentación - Martin Sandberg – compositor - Novel Jannusi – Composiciones extra - Achraf Jannusi – Composiciones extra | - Irene Richter – Producción y coordinación - Katie Mitzell – Producción y coordinación - Phil Seaford – Remezcla - Tim Roberts – Remezcla - Ariel Chobaz – Grabación - Clint Gibbs – Grabación - Jon Sher – Grabación |

Créditos adaptados por las líneas de Discogs.

## Historial de lanzamiento
| País           | Fecha                    | Formato (s)      |
| -------------- | ------------------------ | ---------------- |
| Reino Unido    | 12 de septiembre de 2012 | Airplay          |
| Estados Unidos | 23 de octubre de 2012    | Mainstream radio |
| Francia        | 9 de noviembre de 2012   | Mainstream radio |